# アドルフォ・コンソリーニ
アドルフォ・コンソリーニ (Adolfo Consolini、1917年1月5日 - 1969年12月20日)は、イタリアの陸上競技選手。第二次世界大戦をはさんで活躍した円盤投の選手であり、1948年ロンドンオリンピックから4大会連続してオリンピックに出場。ロンドン大会では金メダル、ヘルシンキ大会では銀メダルを獲得した。
1938年に出場したヨーロッパ選手権では5位という結果を残す。戦争で彼の競技が中断することはなく、1941年の秋には53.34mの世界新記録を樹立。戦争が終わった翌年の4月にこの世界記録を2度にわたり更新した。同年夏のオスロで開催されたヨーロッパ選手権では優勝候補とみなされる中、同じイタリアのジュゼッペ・トージに3m以上の大差をつけ優勝する。
2年後の1948年のロンドンオリンピックでは金メダルを獲得。トージと金銀を独占した。その年の秋には奪われていた世界記録を55.33mと奪回。自身4度目の世界記録を樹立した。
1952年のヘルシンキオリンピックに2大会連続出場を果たし、連覇はならなかったものの銀メダルを獲得した。
その後、1956年メルボルンオリンピックでは6位。1960年に母国で開催されたオリンピックでは43歳で出場。この大会の選手宣誓を行った。

## 主な実績
| 年   | 大会                 | 場所                       | 種目   | 結果 | 記録   |
| ---- | -------------------- | -------------------------- | ------ | ---- | ------ |
| 1946 | ヨーロッパ陸上選手権 | オスロ(ノルウェー)         | 円盤投 | 金   | 53.23m |
| 1948 | オリンピック         | ロンドン(イギリス)         | 円盤投 | 金   | 52.78m |
| 1950 | ヨーロッパ陸上選手権 | ブリュッセル(ベルギー)     | 円盤投 | 金   | 53.75m |
| 1952 | オリンピック         | ヘルシンキ(フィンランド)   | 円盤投 | 銀   | 53.78m |
| 1954 | ヨーロッパ陸上選手権 | ベルン(スイス)             | 円盤投 | 金   | 53.44m |
| 1956 | オリンピック         | メルボルン(オーストラリア) | 円盤投 | 6位  | 52.21m |
| 1960 | オリンピック         | ローマ(イタリア)           | 円盤投 | 17位 |        |